# Nikolaj Stankevitsj

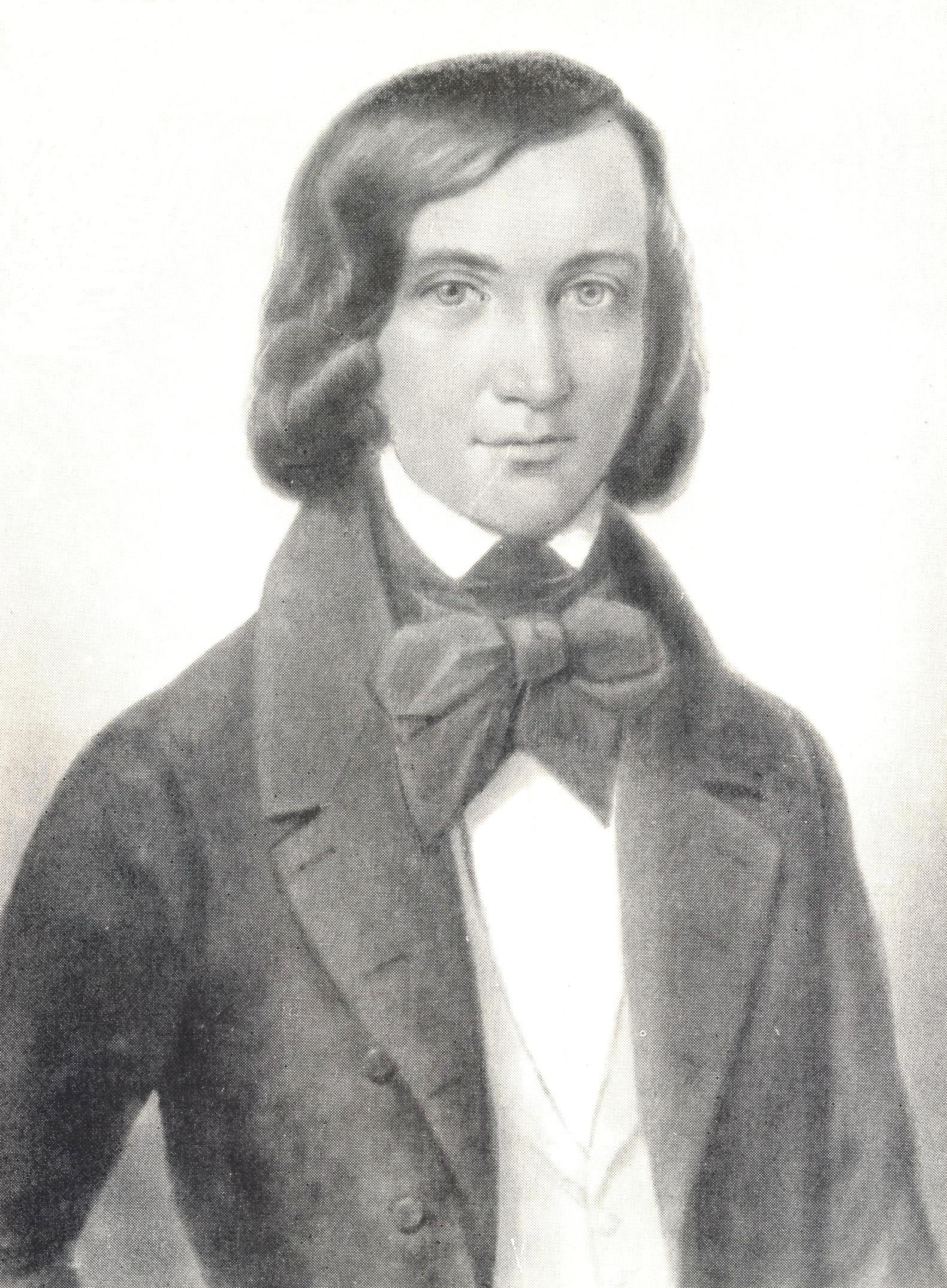
Nikolaj Stankevitsj

Nikolaj Vladimirovitsj Stankevitsj (Russisch: Николай Владимирович Станкевич) (Voronezj, 9 oktober 1813- Novi Ligure, Italië, 25 juni 1840) was een Russisch filosoof, schrijver en dichter.

## Leven en werk
Stankevitsj stamde uit de Russische landadel. Reeds tijdens zijn studie letteren aan de Universiteit van Moskou vormde hij samen met onder anderen Vissarion Belinski en Michail Bakoenin het filosofisch-literaire gezelschap “De Stankevitsj-kring”, welke verheven ideeën over de kunst verkondigde. De romantische filosofie van deze groep was doordrongen van Schillers esthetica en Schellings filosofie. Steeds op zoek naar een filosofie die zijn mystiek-religieuze aard kon bevredigen, geloofde Stankevitsj hartstochtelijk in de kracht van het denken. De Stankevitsj-kring had ook connecties met revolutionaire groeperingen en stond onder voortdurend politietoezicht.
Van 1837 tot 1839 studeerde Stankevitsj in Berlijn, waar hij sterk onder invloed kwam van het Hegelianisme, bevriend raakte met Timofej Granovski en verliefd werd op Varvara Bakoenina, de getrouwde zus van Michail.
Stankevitsj leed aan tuberculose, reisde regelmatig voor een kuur naar het Westen en sloot daar vriendschap met onder andere Ivan Toergenjev en Aleksandr Herzen. Hij overleed in 1840 op 27-jarige leeftijd in Italië. Niettegenstaande zijn vroegtijdige dood had hij veel invloed op zijn tijdgenoten. Ook zijn sympathieke persoonlijkheid liet diepe sporen na in de herinneringen van zijn vrienden, die in hem een 'schone ziel' zagen.
De literaire nalatenschap van Stankevitsj bestaat voornamelijk uit verzen, voor een deel gewijd aan Moskou, alsook een drama genaamd Vasili Sjoejski. Zijn briefwisseling is typerend voor de unieke intellectuele sfeer binnen de Stankevitsj-kring.